# Dóczy Terézia
Muzsaji Dóczy Terézia (Mihályfa, Zala vármegye, 1776. január 31. – Sümeg, Zala vármegye, 1842. június 8.) költőnő.

## Élete
Mihályfán született; apja muzsáji Dóczy Imre, földbirtokos, anyja a kisbarnaki Farkas családból való kisbarnaki Farkas Judit (1752-†?). Anyai nagyszülei kisbarnaki Farkas Sándor, somogyi főszolgabíró, és toposházi Topos Rozália voltak. Keresztszülei forintosházi Forintos Gábor (1723-1882), zalai alispán, és neje, lomniczai Skerlecz Erzsébet (1732-1802) voltak. Bajomban, Somogy megyében volt földbirtokos.
Második férje, farkaspatyi Farkas Sándor (1771-1813), halála után kezdett verseket írni. 1814-ben tagja lett az akkor Petrikeresztúron lakó Pálóczi Horváth Ádám által szervezett írói körnek, a Göcseji Helikonnak. A kör tagjai – Pálóczi Horváth Ádám felesége, Kazinczy Klára, aki Kazinczy János lánya volt, Tuboly Erzsébet (1793–1819) és Tuboly Róza (1785–1872), tubolyszeghi Tuboly László (1756-1828) főszolgabíró és boldogfai Farkas Erzsébet (1761-1801) lányai, valamint muzsáji Dóczy Terézia – alkalmi költők voltak, akik többnyire páros-rímű tizenkettősöket irtak egymásnak és ismerőseinek. Megénekelték családi gondjait, illetve panaszkodtak lelkük levertségéről, kiegészítették a költői mondanivalóikat görög-római vonatkozásokkal. Dóczy Terézia ez időben írt versei elsősorban özvegységének bánatát írják le. Műveit – ma 25 verse ismert – Horváth Ádám kéziratai őrizték meg. Ezekből néhányat közölt Abafi Lajos a Figyelőben (XIII. 1882. Gyenge Nimfák! mit gondolok…, Te kegyetlen fagyasztó tél… és Biblis menti magát c.), illetve Péterffy Ida adta ki 1973-ban.

## Házasságai
Dóczy Terézia három ízben házasodott meg; mindhárom férje a nemesi farkaspatyi Farkas családnak a sarja, akik egymásnak a fivérei is voltak és egyben farkaspatyi Farkas György (1741–1801), táblabíró, földbirtokos és Bory Katalin gyermekei voltak. Az apai nagyszülei farkaspatyi Farkas József (†1767), alszolgabíró, földbirtokos és Berki Julianna voltak. Az apai nagyapai dédanyja nemesi Sidy családból való farkaspatyi Farkas Gáborné sidi Sidy Mária (fl. 1712–1715), akinek a szülei sidi Sidy Mihály (fl. 1672–1711), egervári vicekapitány, földbirtokos és a szenterzsébeti Terjék családból való szenterzsébeti Terjék Mária (fl. 1688–1692) voltak. A három farkaspatyi Farkas fivérének a testvére farkaspatyi Farkas Gábor, kálócfapusztai földbirtokos, hadnagy, akinek marosi Nagy Anna (1785–1840) hitvesétől született farkaspatyi farkaspatyi Farkas Dávid (1816–1886) jogász, országgyűlési képviselő, földbirtokos volt. 
Az 1790-es években férjhez ment farkaspatyi Farkas Lajos (Andráshida, 1767. szeptember 18.–Kálócfa, 1799. december 11.), kálocfapusztai földbirtokoshoz. Első férje halála után, a néhai férje fivéréhez, farkaspatyi Farkas Sándor (Andráshida, 1771. december 2.–Kálócfa, 1813. május 11.) földbirtokoshoz ment férjhez 1802. március 4-én Kálócfapusztán. Miután 1813-ban második férje is meghalt 1818. november 23-án hozzáment a harmadik farkaspatyi Farkas testvérhez farkaspatyi Farkas László (Andráshida, 1779. január 4.–Sümeg, 1832. március 7.) földbirtokoshoz. 1832-ben harmadszor is megözvegyült és leszármazottak nálkül maradt.